# Knut Remond

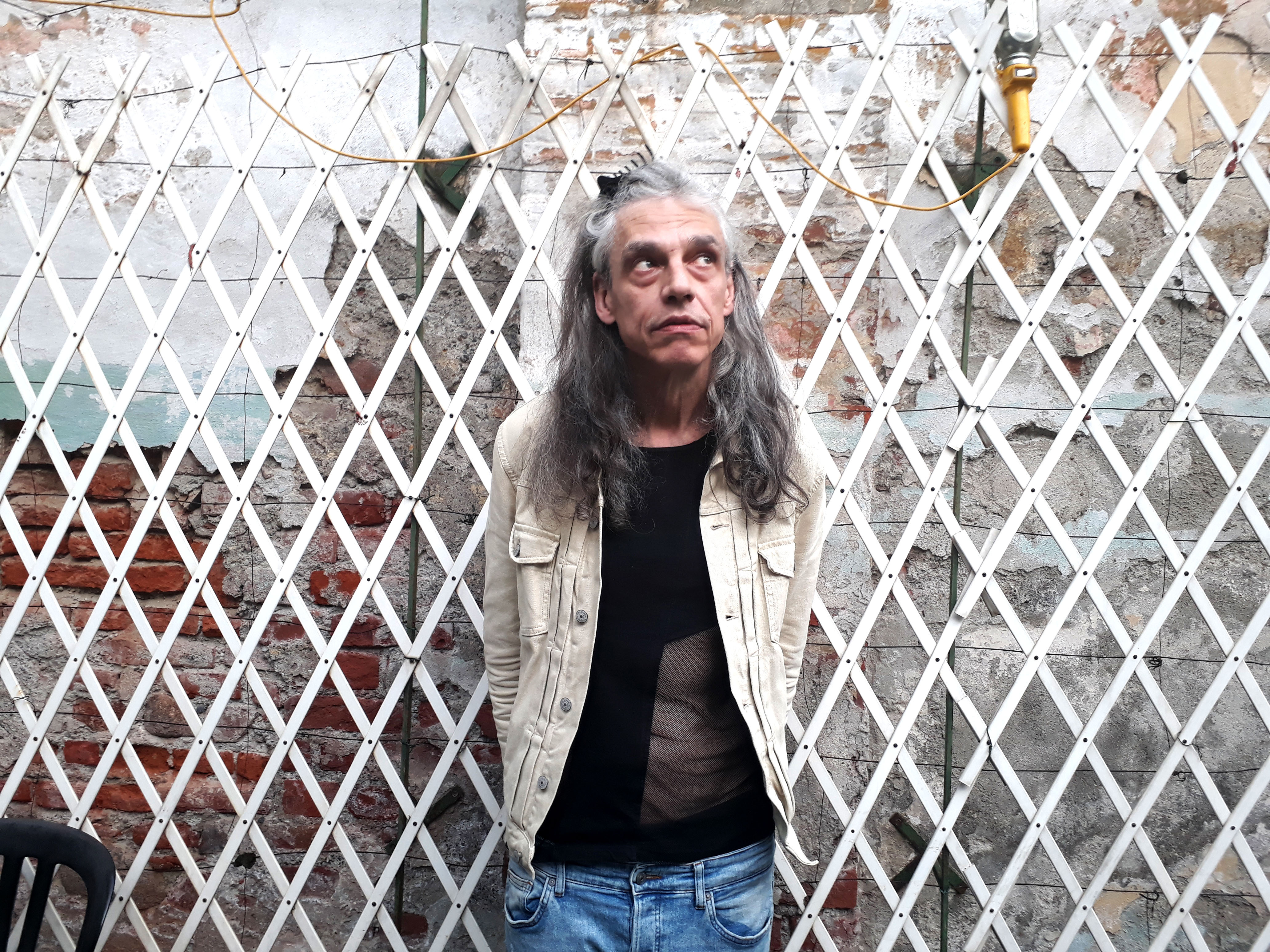
Knut Remond, 2018

Knut Nicolas Remond (* 4. Juli 1956 in Basel) ist ein Schweizer Komponist und Filmmusiker.

## Leben und Werdegang
Remond ist ausgebildet in klassischem Schlagzeug und Komposition. Ab Ende der 70er Jahre spielte er als Percussionist in mehreren international auftretenden Gruppen wie 16/17, MIT, UnknownmiX (UX), die er mitbegründete, TV TOTEM und Voice Crack, wobei er bestrebt war, die Möglichkeiten des Schlagzeugs über die bloße Begleitfunktion auszuweiten. 
1989 drehte Peter Liechti den Film „Kick that habit“ mit und über Remond und die Gruppe Voice Crack.
Nach längeren Aufenthalten in Montreal und Paris lebte Knut Remond von 1992 bis 2003 im Walliser Binntal, wo er sich der Komposition unter Einbeziehung von Realsound aus der Natur zuwandte. In dieser Zeit entstanden einige seiner bedeutendsten Werke wie „Hochzit va Himmel & Hell“ nach Texten des englischen Dichters William Blake, „cowmeditation“ (CoSMICS Vol. II) (Auszeichnung Selection durch Swiss Radio International), die Komposition „Physische Körper“ (Sieger im Kompositionswettbewerb der Basler Musikkreditkommission und spätere Grundlage für ein Stück des Internationalen Tanzensembles Cathy Sharp), d e e p structure (CoSMICS Vol. III) und die Filmmusik zu Peter Liechtis Film „Signers Koffer“. 
Seit 2006 lebt und arbeitet Knut Remond in Berlin, wo er mit Katharina Moos „ohrenhoch, den Geräuschladen“ gründete: Eine Hörgalerie für die Präsentation internationaler Klangkunst und eine Hörschule, in der Kinder und Jugendliche lernen, forschen und experimentieren. Nach eigenen und gemeinsamen Ideen realisieren sie Projekte mit Aufzeichnungen von Realsound, Geräuschinstallationen und Klangobjekten. In den Jahren 2008 und 2009 wurden die ohrenhoch-Kids für die Werke „Nachttropfendrache“ und „Regenwurmstadt und Maulwurfgarten“ mit dem Junge Ohren Preis ausgezeichnet. 2010 kreierte Knut Remond mit Berliner Schülern und der Berliner Capella ein Oratorium zur Deutschen Einheit. „Erhebe deine Stimme“ wurde zum 20. Jahrestag der Wiedervereinigung im Kammermusiksaal der Berliner Philharmonie aufgeführt und erhielt ebenfalls den Preis für junge ohren. 2015 konzipierte und inszenierte er für das Sinfonieorchester St. Gallen mit „Social Sound Organism“ ein partizipatorisches Stück, in dem 3 Dutzend Laien den Realsound ihres alltäglichen Lebens verarbeiteten.

## Werke (Auswahl)
- „Triptychon“: Komposition für 6 Kesselpauken und 2 Timpanisten, Uraufführung im Parco di Orselina Locarno (GSAMBA Ticino), 1987

- Richard Wagners „Ring des Nibelungen“: Installation und Performance Knut Remond Plattenspieler und Sampler, Markus Häberli Aktenvernichter und Sprechstimme in der Kulturfabrik Kammgarn, Schaffhausen, 1989

- Physische Körper, Septett für Clavichord, Viola d'Amore, 2 Glockenset, Piccolo, Tenorbassposaune, große Trommel. Das Stück diente als Basis für Cathy Sharp’s Choreografie „E-Space“, die von ihrem Internationalen Tanzensemble 2001 in Basel aufgeführt wurde, 2000
- Filmmusik zu „Signers Koffer“ von Peter Liechti, 1996[12]

- „Hochzit va Himmel & Hell“, nach Texten von William Blake, für Tonband, Sopranstimme, Baritonstimme und zwei Stelzentänzerinnen, aufgeführt open air im Binntal, Wallis, Schweiz, 2005[10]

- Poison Melodies für Piccolo, Bassflöte, Piano, Perkussion, Live Elektronik; Auftragskomposition des Ensemble Phoenix, Basel, 2009[19]

- Erhebe deine Stimme, Oratorium zur Deutschen Einheit, für Doppelchor, Schüler und Tonband. Entwickelt und aufgeführt mit Schülerinnen und Schülern aus Berliner Schulen, aufgeführt im Kammermusiksaal der Berliner Philharmonie, 2010[13][14]
- Social Sound Organism, Auftragswerk für das Konzerthaus St. Gallen mit Beteiligung von 3 Dutzend mitwirkenden Laien, Aufführung in der Lokremise St. Gallen, 2015[16][17][18]

## Diskografie (Auswahl)
- LP M.I.T., Knoten, hat HUT Records/1981, hat HUT Eighteen (1R18)[3]

- LP WIM-Koprod-Sampler, mit TV-TOTEM, unit Records (UTR4020)[20]

- LP UnknownmiX, UX, UX Records/1984, Vertrieb REC REC[21]

- LP UnknownmiX, Loops, REC REC Music/1985, REC REC 09[22]

- LP UnknownmiX, miX 3, REC REC Music/1987, REC REC 18[23]

- LP Opera Death, Minus Delta T, AtaTak (D) / 1987 (AtaTak 820 36-38)[24]

- LP 16/17, 16/17 / 1987, Vertrieb REC REC[25]

- LP 16/17, When All Else Fails, Vision Records/1990, Vertrieb. REC REC (Vision27)[26][27]

- CD 16/17, Gyatso, Pathological Records (GB)/1994, Vertrieb Pathol.Records (Path12CD)[28]

- 45s boxset: Testament (mit Voice Crack), RRRecords (USA)/1990

- LP Voice Crack, Earflash, v records/Uhlang/1990, Vertrieb REC REC (V1/UP07)[29]

- CD Voice Crack / Borbetomagus, AsbestosShake, records/Agaric Records/Uhlang/1991, Vertrieb REC REC (AG1989, UP08, V2)[30]

- For DJs CoSMICS Vol.I, Vision Records/1991, Vertrieb REC REC (Vision31)[31]

- CD cowmeditation (Vol. II), Vertrieb V-Records - v396[32]
- CD d e e p  strcucture (Vol. III), Vertrieb V-Records - v501[33]

- CD State of the Union (mit Voice Crack), Prod. Elliott Sharp (USA)/1993 MuWorks Records (MUW1016CD)[34]

## Filmografie/Filmmusik
- „Ratten Charlie“ von Lisa Meier, 1986

- „Kick that Habit“ von Peter Liechti, 16-mm-Tonfilm über und mit Voice Crack, 1989[8]

- „Signers Koffer“ von Peter Liechti, 1996[12]

## Auszeichnungen
- Werkjahr der Stadt Zürich mit UnknownmiX, 1988

- Atelier in Montréal, Canada durch die Christoph Merian Stiftung Basel, 1989/90

- Auszeichnung „Selection“ Swiss Radio International für die CD „cosmics vol. 2“, 1996, „cowmeditation“, elektroakustische Komposition
- 1. Preis im Kammermusik-Wettbewerb der Musikkreditkommission Basel-Stadt: Komposition „Physische Körper“, u. a. mit historischen Instrumenten, 2000

- junge ohren Preis für die ohrenhoch-Kids: 1. Preis Musik und Medien für die Geräuschbox „Nachttropfendrache“, 2008[35]

- junge ohren Preis für die ohrenhoch-Kids: „Junges Hören“ für die Soundpuzzle-Installation „Regenwurmstadt & Maulwurfgarten“, 2009[36]

- junge ohren Preis für das Oratorium „Erhebe Deine Stimme“ zum Tag der Deutschen Einheit, Komposition in Zusammenarbeit mit Berliner Schülern, 2010[15]